# Valeria Luiselli
Valeria Luiselli (Cidade do México, 1983) é uma escritora mexicana. 
Além, de escrever ensaios e obras de ficção, colabora com outros artistas em projetos multidisciplinares, entre eles um libreto encenado pelo coreógrafo britânico Christopher Wheeldon e o New York City Ballet.
Seu primeiro romance, Los ingrávidos, foi publicado no Brasil com o título Rostos na multidão.

## Obras
- 2010 - Papeles falsos (ensaios)
- 2011 - Los ingrávidos (romance)
- 2013 - A História dos meus dentes - no original La historia de mis dientes (romance)[4]